# Hradubická cyklostezka
Hradubická labská cyklostezka je cyklotrasa spojující východočeská krajská města Hradec Králové a Pardubice, která je součástí mezinárodní Labské cyklotrasy. Prozatím je trasa vedena v některých úsecích po silnicích III. třídy, avšak po úplném dokončení se bude jednat o samostatnou cyklostezku.
Stezka začíná u soutoku řek Labe a Orlice v Hradci Králové, odtud je vedena za fakultní nemocnicí do místní části Třebeš. Z Třebše cyklostezka pokračuje 5 km podél Labe k rozcestí u jezu ve Vysoké nad Labem. V rámci tohoto úseku byla na konci roku 2018 postavena lávka přes slepé říční rameno Jesípek.
Pro obec Vysoká na Labem byla vybudována od jezu samostatná odbočka, kterou až do pokračování stavby královéhradecký úsek končí. Slavnostní otevření prvního úseku se uskutečnilo 6. dubna 2019 ve sportovním areálu ve Vysoké nad Labem.
Dalšími plánovanými úseky jsou Vysoká nad Labem – Opatovice nad Labem, Dříteč – Němčice, odkud by se cyklostezka dostala ke Kunětické hoře a dále připojila na již hotový úsek do Pardubic.
Výstavbu cyklostezky realizuje Svazek obcí Hradubická labská, jejíž členy jsou města a obce Hradec Králové, Vysoká nad Labem, Opatovice nad Labem, Bukovina nad Labem, Dříteč, Němčice, Ráby, Staré Hradiště a Pardubice.

## Galerie

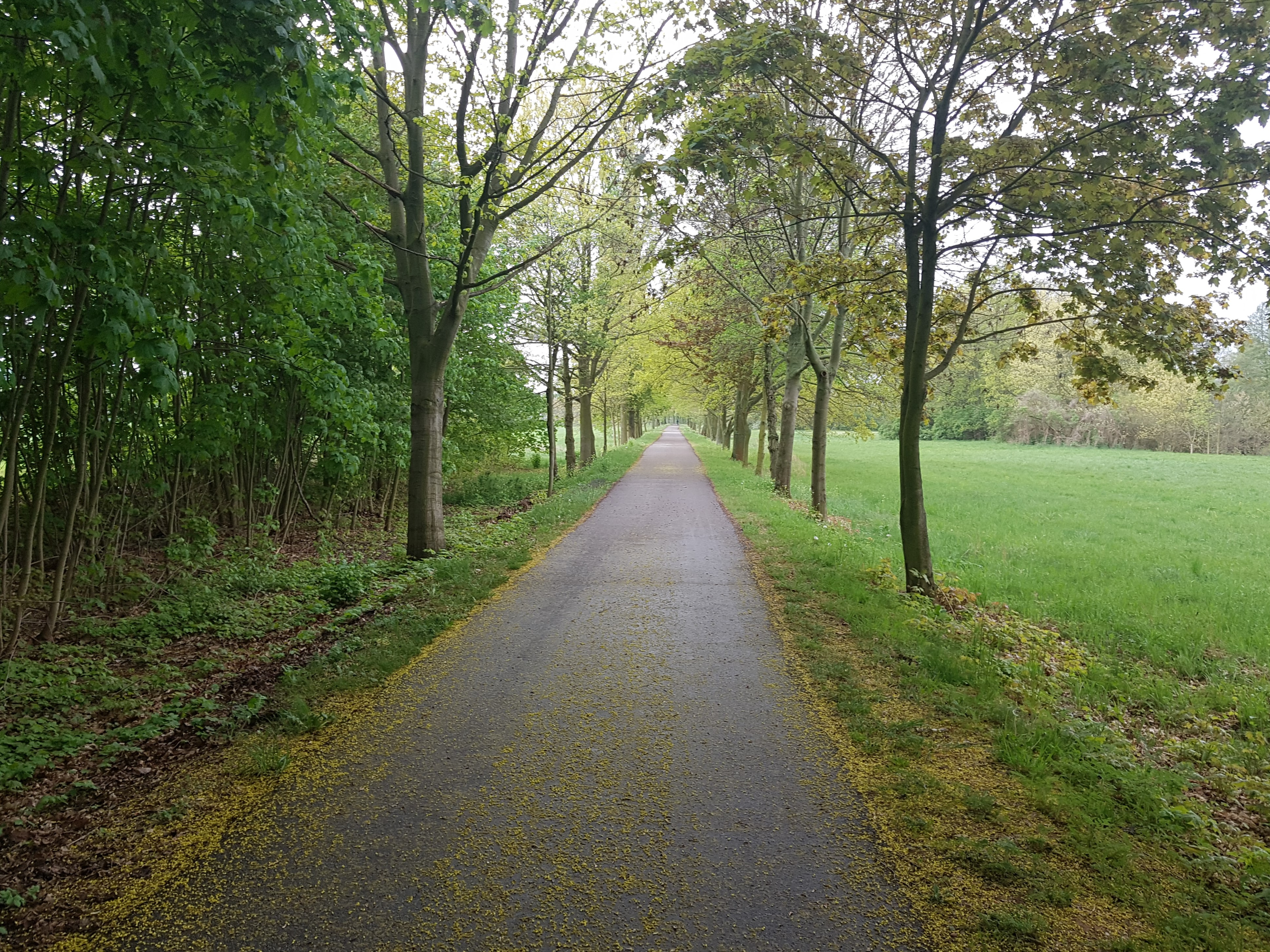
Cyklostezka za hradeckou fakultní nemocnicí
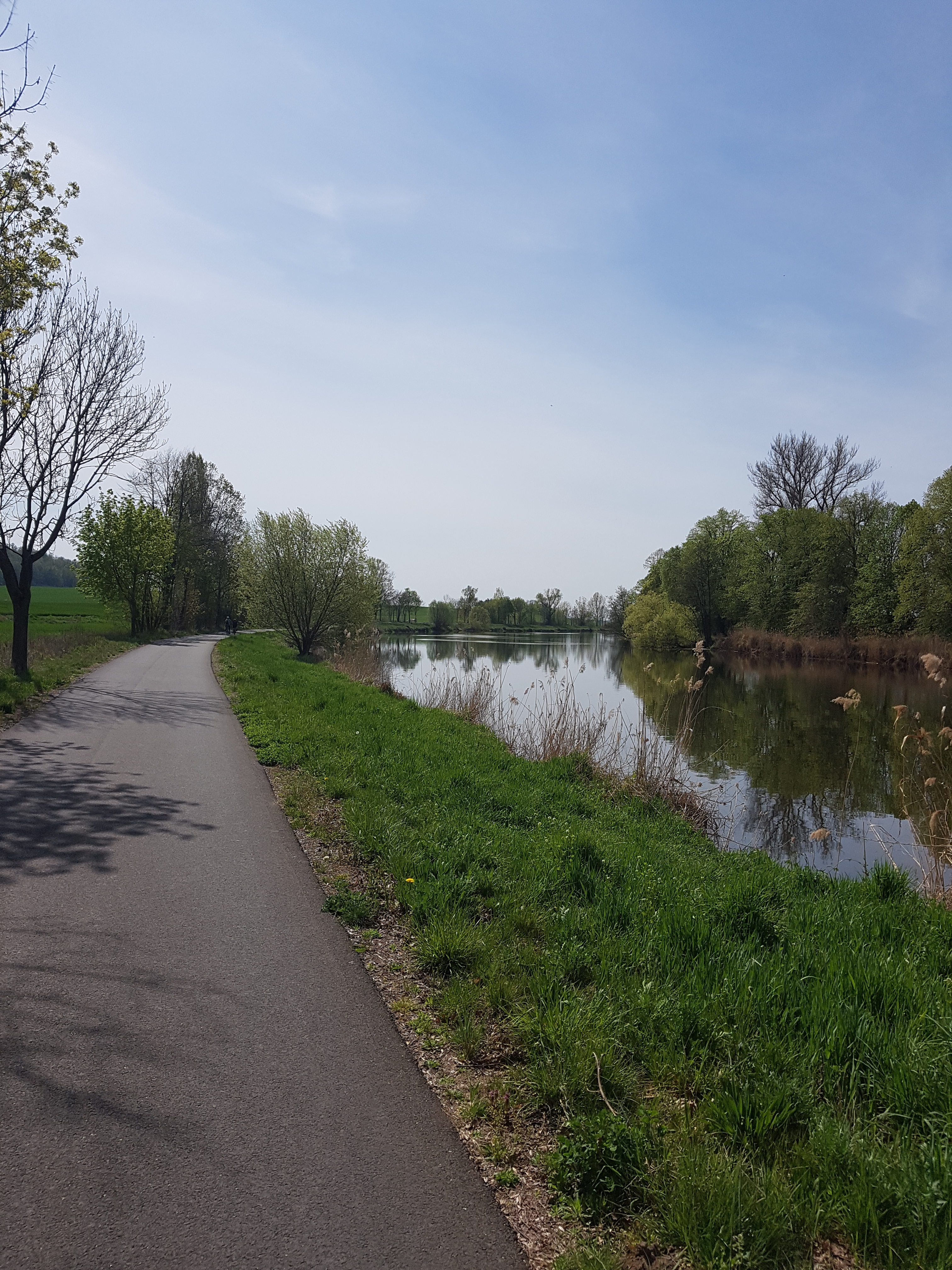
Pohled na cyklostezku před Vysokou nad Labem v úrovni Roudničky
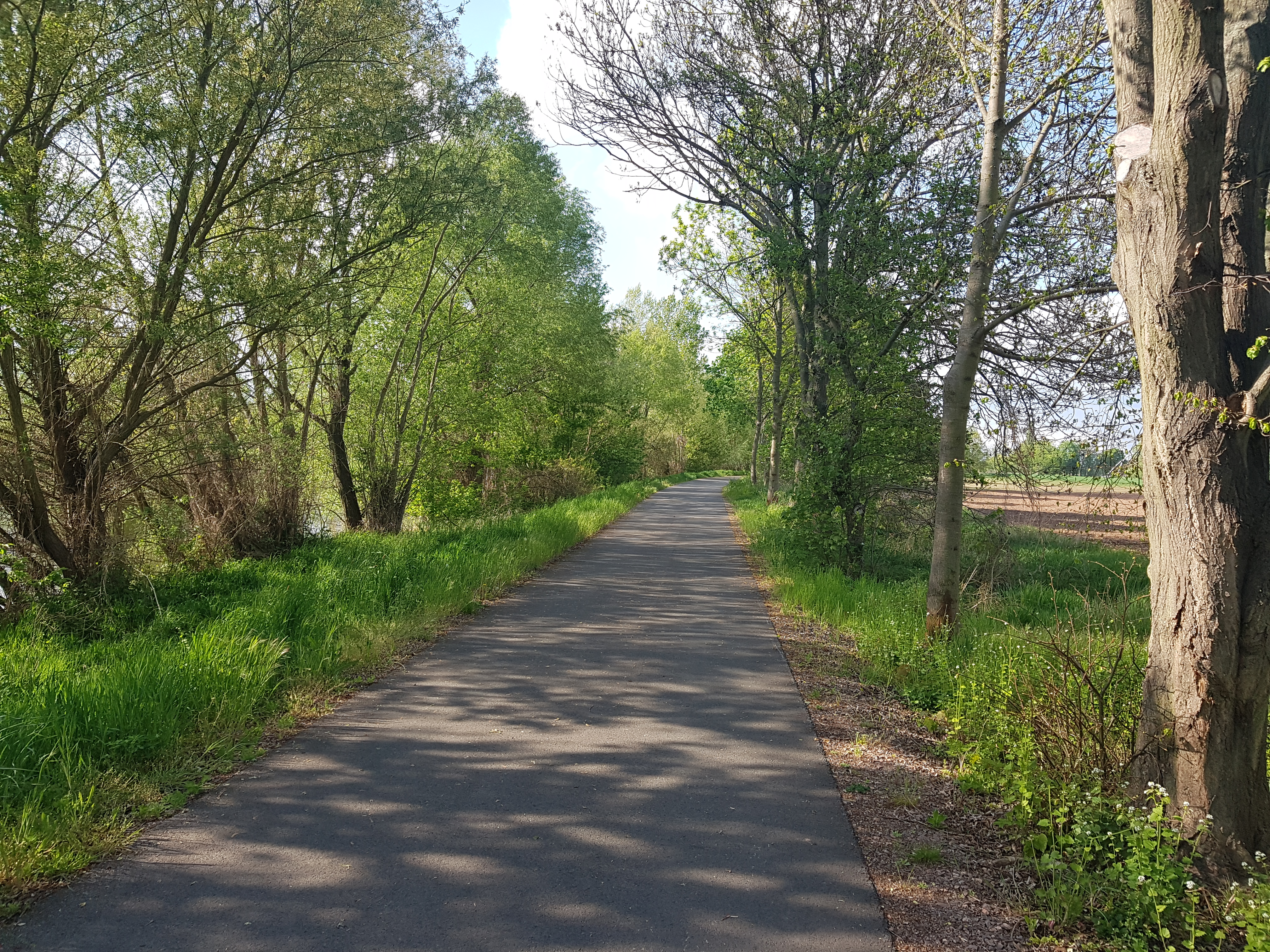
Stezka před lávkou u Hradce Králové
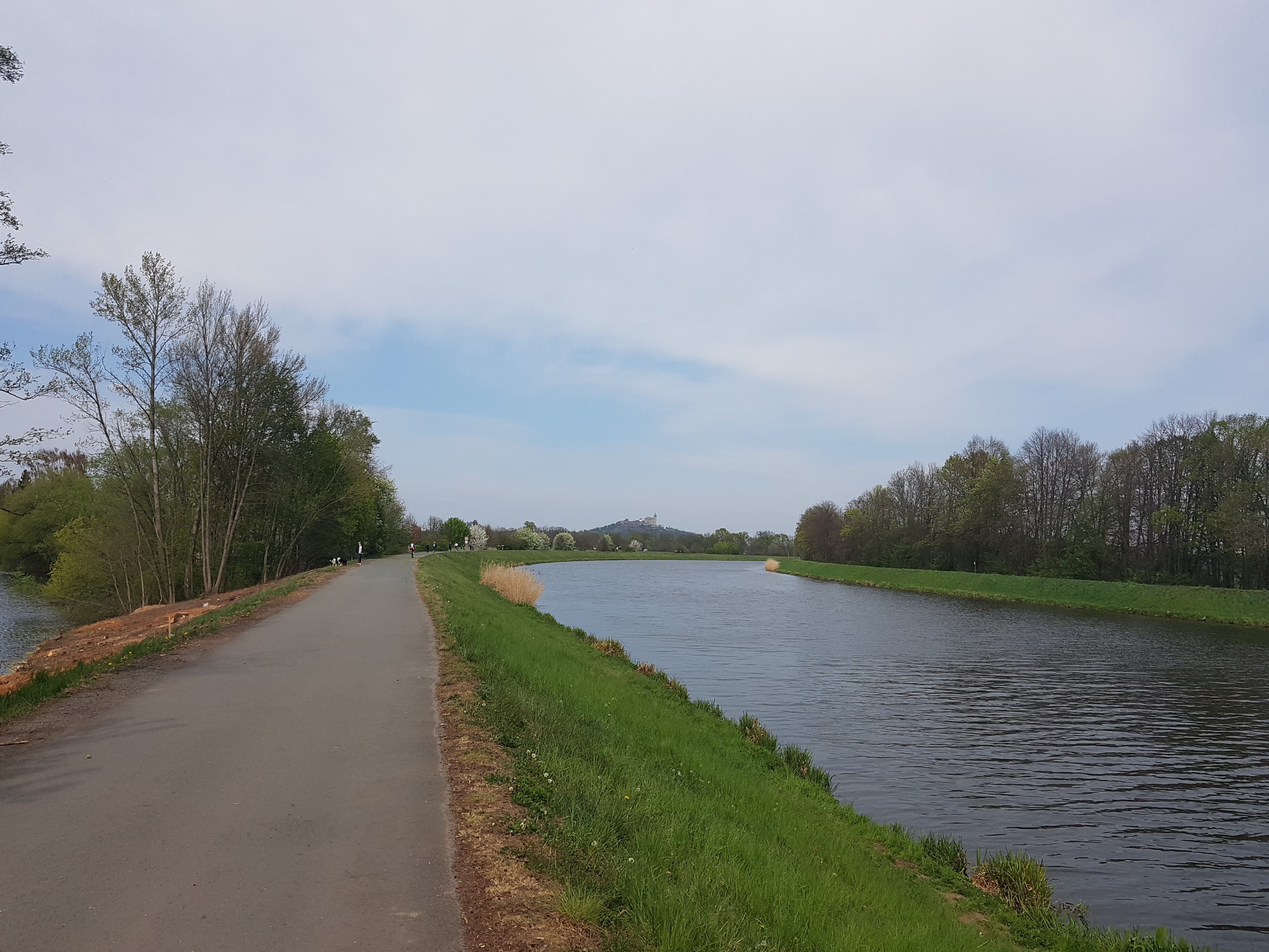
Hradubická labská cyklostezka za Pardubicemi směrem ke Kunětické hoře
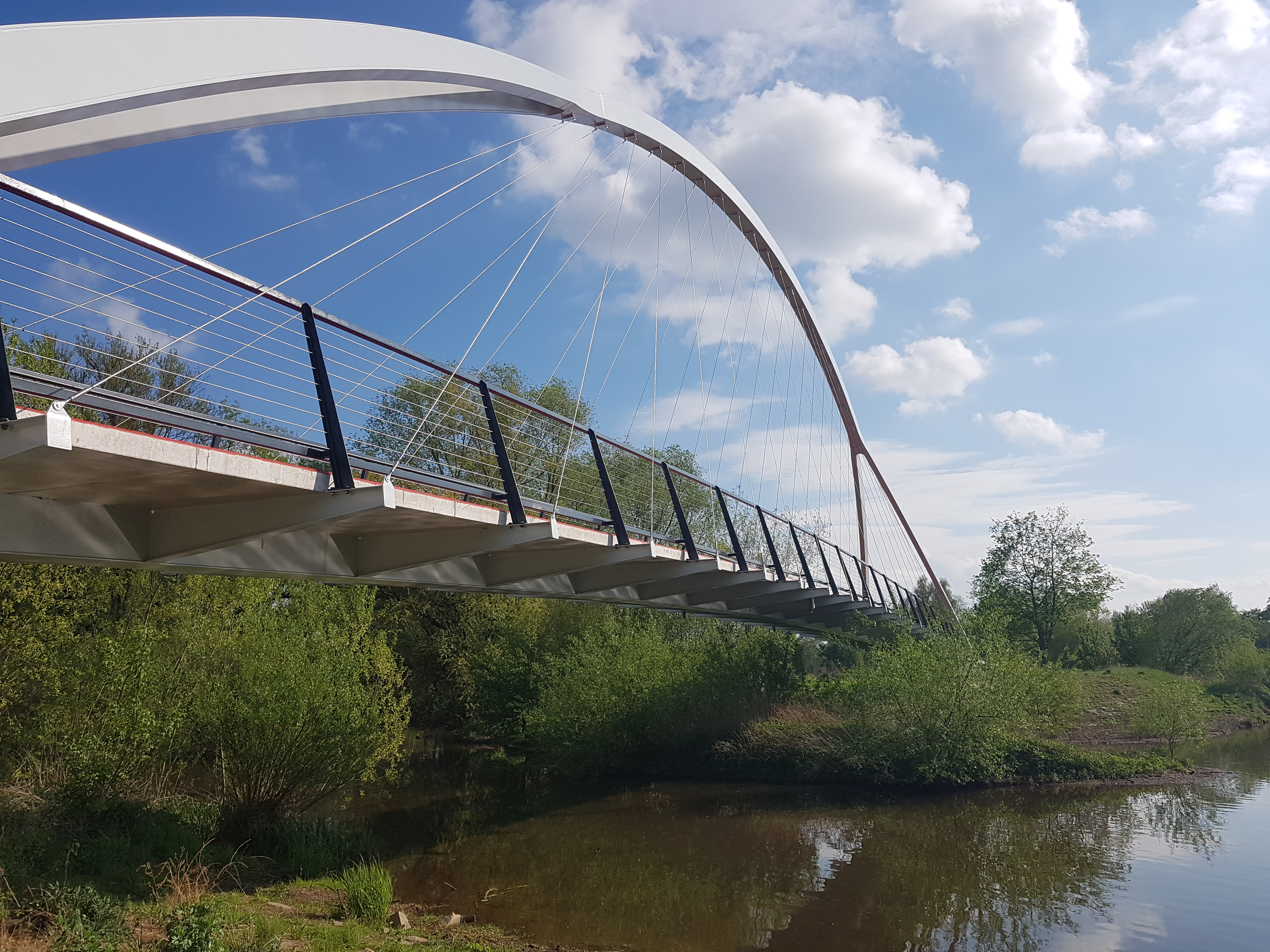
Lávka přes slepé rameno Labe Jesípek, součást úseku HK – Vysoká n. L.
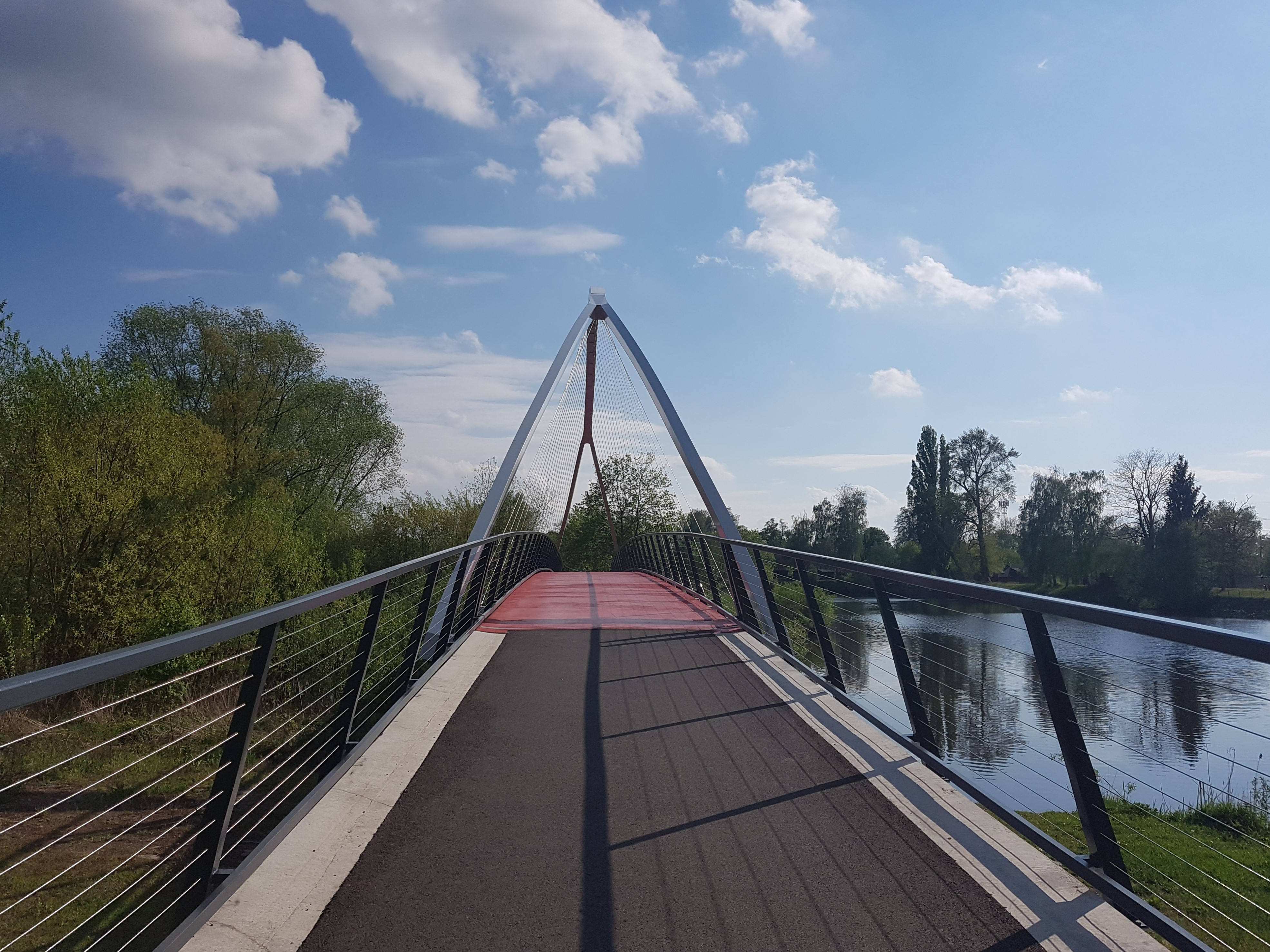
Pohled na lávku
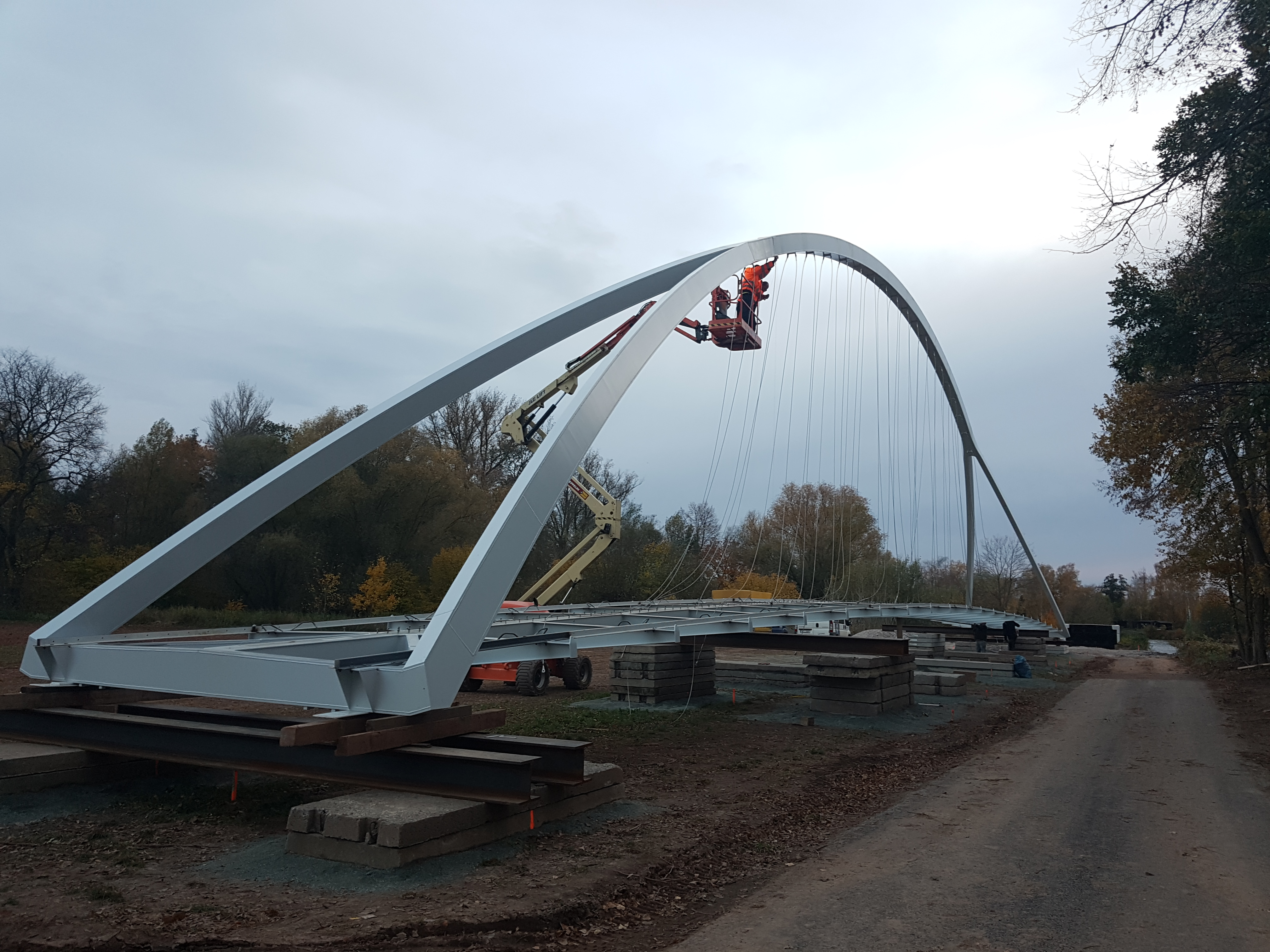
Stavba lávky na konci roku 2018
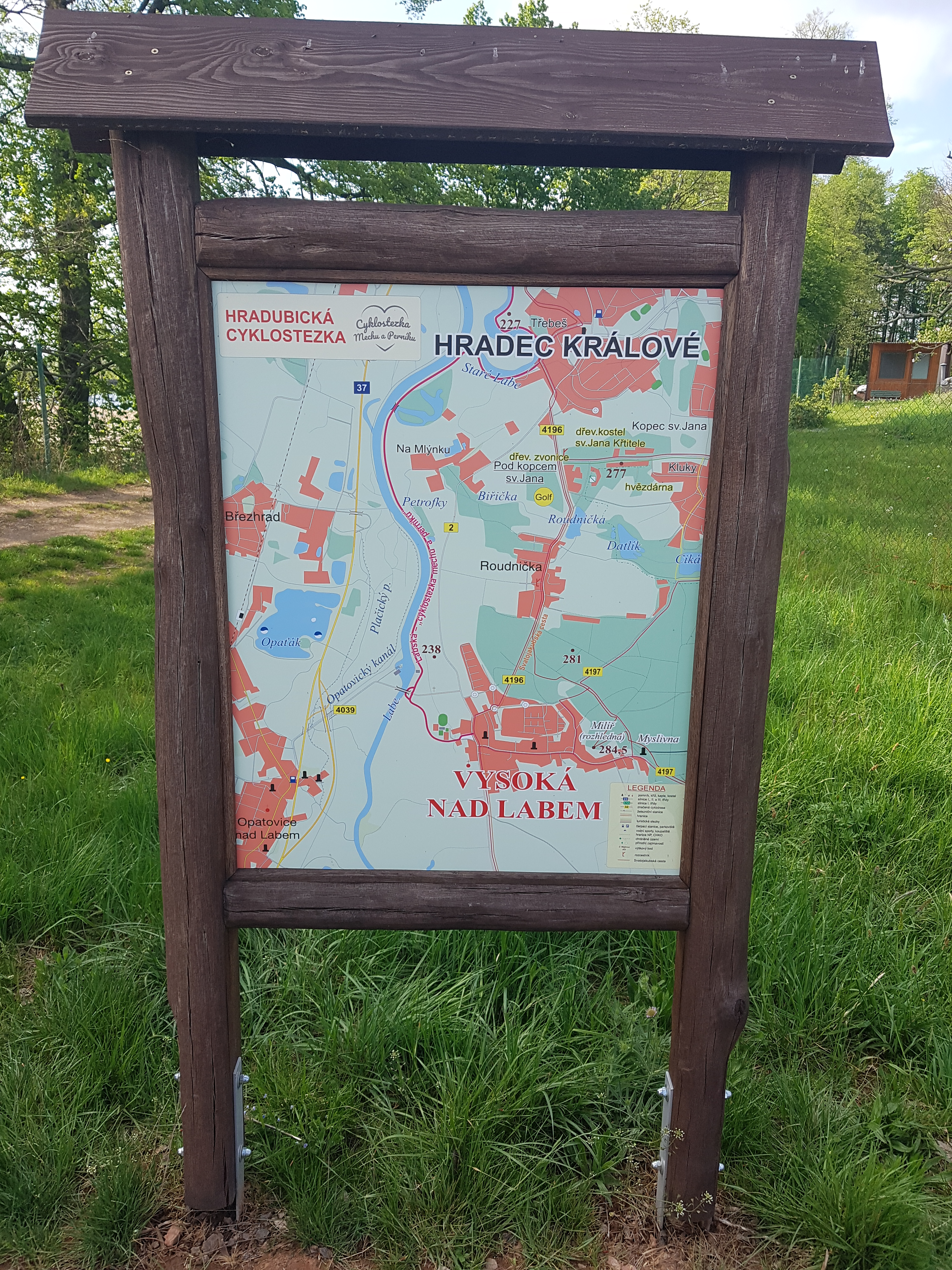
Mapa prvního úseku HK – Vysoká n. L.
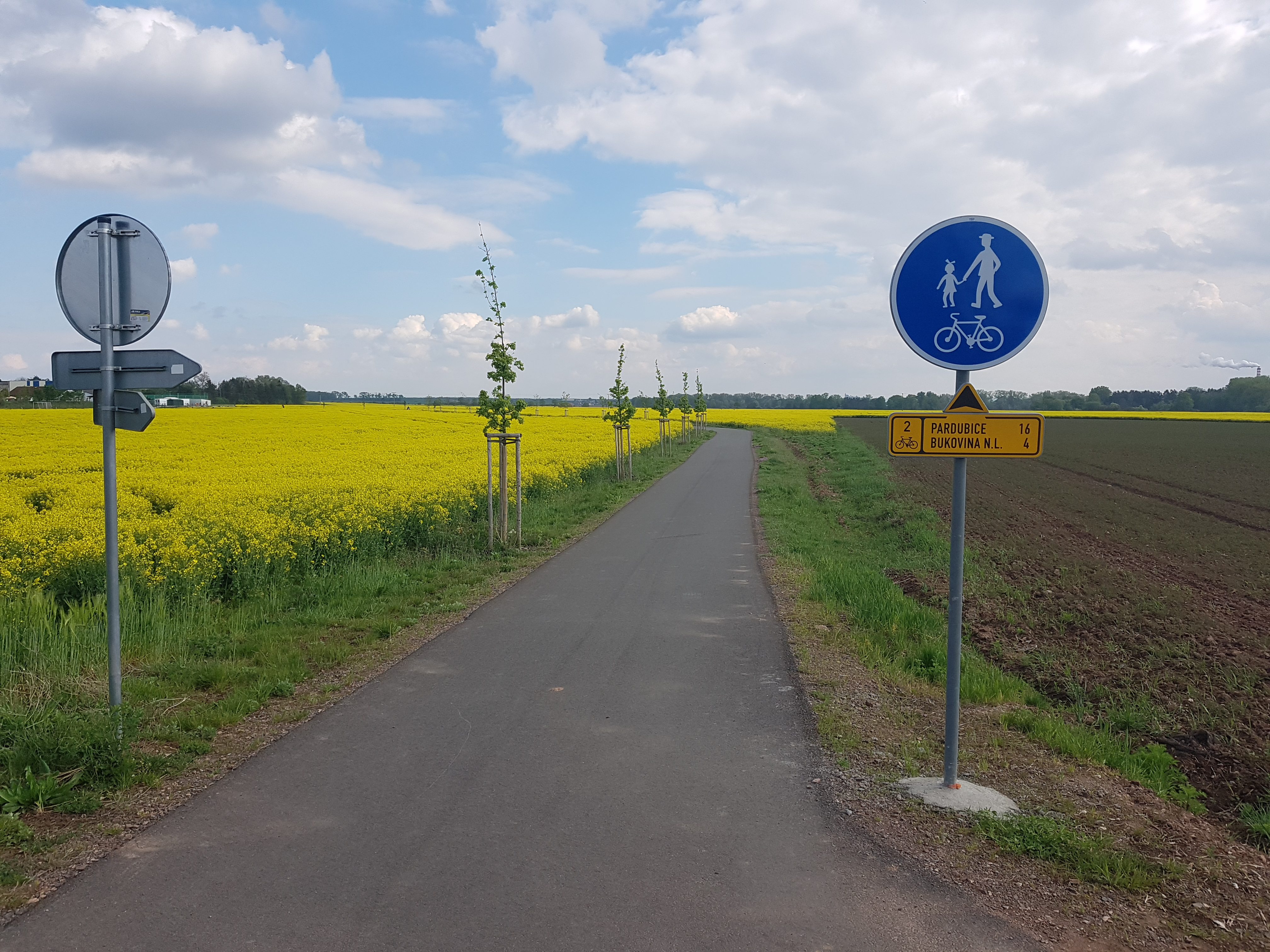
Odbočka do Vysoké za jezem
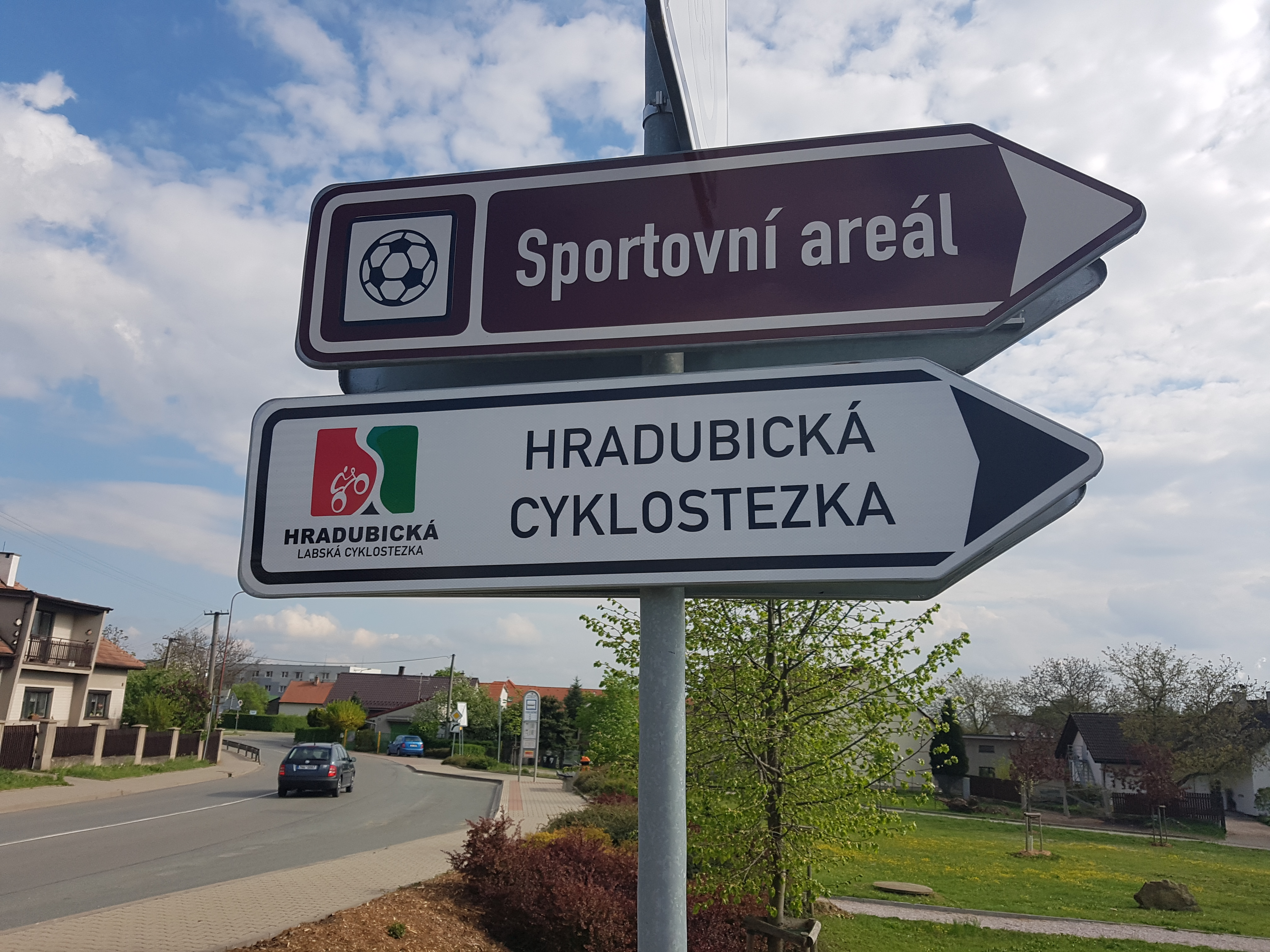
Orientační značka Hradubické cyklostezky ve Vysoké nad Labem
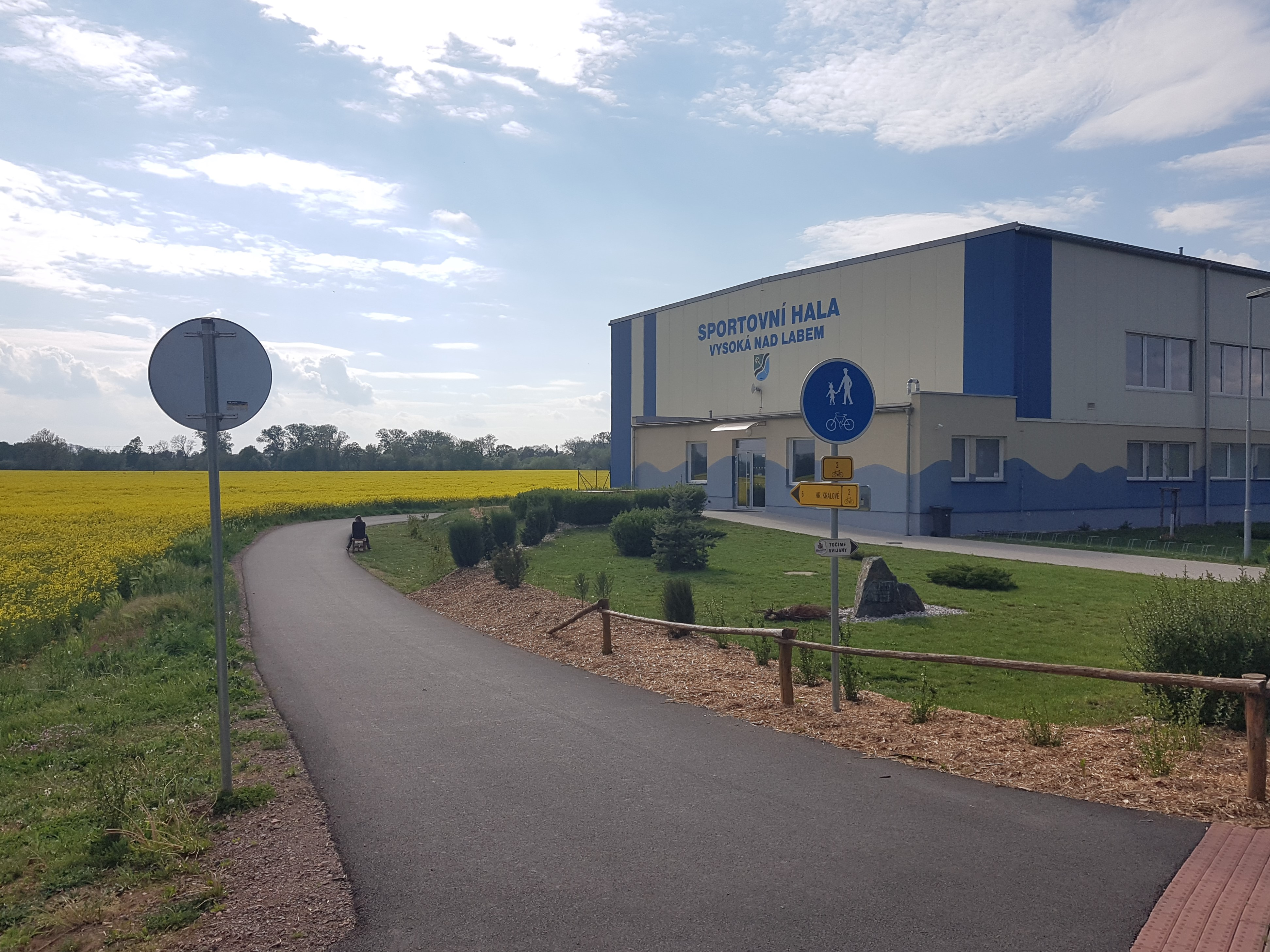
Nájezd na cyklostezku u sportovního areálu ve Vysoké nad Labem